# Carn Liath (berg i Storbritannien, Perth and Kinross)
Carn Liath är ett berg i Storbritannien.   Det ligger i kommunen Perth and Kinross och riksdelen Skottland, i den norra delen av landet, 600 km norr om huvudstaden London. Toppen på Carn Liath är 975 meter över havet, eller 208 meter över den omgivande terrängen. Bredden vid basen är 2,2 km.
Terrängen runt Carn Liath är huvudsakligen kuperad.Runt Carn Liath är det ganska glesbefolkat, med 38 invånare per kvadratkilometer. Närmaste större samhälle är Pitlochry, 11,4 km söder om Carn Liath. I omgivningarna runt Carn Liath växer i huvudsak blandskog.